# دافینا ممدوف
دافینا ممدوف (انگلیسی: Dafina Memedov؛ زادهٔ ۲۱ فوریهٔ ۱۹۹۰) بازیکن فوتبال اهل سوئد است.
از باشگاه‌هایی که در آن بازی کرده‌است می‌توان به باشگاه فوتبال نورشوپینگ و باشگاه فوتبال لینشوپینگ اشاره کرد.
وی همچنین در تیم ملی فوتبال Albania بازی کرده‌است.